# Phyllophaga microsoma
Phyllophaga microsoma är en skalbaggsart som beskrevs av Chapin 1932. Phyllophaga microsoma ingår i släktet Phyllophaga och familjen Melolonthidae. Inga underarter finns listade i Catalogue of Life.